# Alois Schweiger (politik)
Alois Schweiger (10. června 1861 Stammeregg – 19. července 1918 Eibiswald) byl rakouský politik německé národnosti ze Štýrska, na počátku 20. století poslanec Říšské rady.

## Biografie
Vystudoval národní a měšťanskou školu. Byl majitelem hospodářství v Stammereggu u Eibiswaldu. Roku 1906 byl zvolen do okresního zastupitelstva v Eibiswaldu. V květnu 1909 se stal poslancem Štýrského zemského sněmu.
Působil i jako poslanec Říšské rady (celostátního parlamentu Předlitavska), kam usedl ve volbách roku 1901 za kurii venkovských obcí ve Štýrsku, obvod Leibnitz, Deutsch-Landsberg. Mandát obhájil ve volbách roku 1907, konaných poprvé podle všeobecného a rovného volebního práva. Uspěl za obvod Štýrsko 18. Zvolen zde byl i ve volbách roku 1911.
Ve volbách do Říšské rady roku 1901 se uvádí jako konzervativní kandidát. Usedl pak do poslaneckého Klub středu, který tvořila hlavně Katolická strana lidová. Po volbách roku 1907 usedl na Říšské radě do poslaneckého klubu Křesťansko-sociální sjednocení, po volbách roku 1911 do klubu Křesťansko-sociální klub německých poslanců.
Zemřel na zápal plic v červenci 1918. Bylo mu 57 let.